# 최솔규
최솔규(催率圭, 1995년 8월 5일~)는 대한민국의 배드민턴 선수이다. 2012년과 2013년 아시아 주니어 선수권 대회에서 혼합 복식 연속 우승하며 두각을 드러냈다. 이후에도 2013년 세계 주니어 선수권 대회에서 혼성 단체전 우승에 기여했고, 2017년 수디르만컵에서 우승을 차지했다.